# Mycobacterium branderi
Mycobacterium branderi es una micobacteria no cromógena de crecimiento lento, aislada por primera vez en 1995 en un paciente en Finlandia. Se le da el nombre en honor a Eljas Brender, antiguo director del Laboratorio de Tuberculosis del National Public Health Institute finlandés, quien completó la cepa.